# Public Glory, Secret Agony
Public Glory, Secret Agony es un álbum de la banda de power metal White Skull. Fue estrenada el 19 de septiembre de 2000, y grabada durante marzo-abril del mismo año.

## Lista de canciones
1. «Burn Rome, Burn» (Instrumental) - 2:01
2. «High Treason» - 5:58
3. «The Roman Empire» - 5:14
4. «Greedy Rome» - 5:42
5. «In Caesar We Trust» - 7:39
6. «Valley of the Sun» - 4:54
7. «Anubis the Jackal» - 5:35
8. «Mangler» - 5:00
9. «Cleopathra» - 3:55
10. «The Field of Peace» - 4:25
11. «Time for Glory» - 6:37

## Créditos
- Tony "Mad" Fontò (guitarra rítmica)
- Alex Mantiero (batería)
- Federica "Sister" De Boni (voz)
- Fabio Pozzato (bajo)
- BB Nick (guitarra solista)